# ديبورا لوبلان
ديبورا لوبلان (بالإنجليزية: Deborah LeBlanc)‏ (11 فبراير 1957)؛ روائية أمريكية.